# Anton Wernet
Anton Wernet (* 29. Juni 1895 in Neukirch; † 15. Mai 1968 in Säckingen) war ein deutscher Jurist und Politiker (BCSV, CDU).

## Leben
Anton Wernet wurde als Sohn eines Waldarbeiters geboren. Nach dem Besuch der Lenderschen Lehranstalt in Sasbach und des Friedrich-Gymnasiums in Freiburg im Breisgau nahm er von 1914 bis 1917 als Soldat am Ersten Weltkrieg teil. Während des Krieges erlitt er eine schwere Verwundung, woraufhin er dienstuntauglich wurde. 1917 nahm er ein Studium der Rechtswissenschaft an den Universitäten in Heidelberg und Freiburg auf, das er 1920 mit dem Ersten Juristischen Staatsexamen beendete. Nach dem Referendariat bestand er 1923 das Zweite Juristische Staatsexamen, wurde im gleichen Jahr als Rechtsanwalt zugelassen und arbeitete in der Folgezeit als solcher. Während der Zeit der Weimarer Republik trat er in die Zentrumspartei ein. Von 1926 bis 1933 war er Vorsitzender des Zentrums im Landkreis Säckingen. Von 1940 bis 1945 nahm er als Soldat am Zweiten Weltkrieg teil.
Wernet amtierte von 1945 bis 1946 als Bürgermeister der Stadt Säckingen. 1946 trat er in die BCSV ein, aus der später der badische Landesverband der CDU hervorging. Er gehörte zunächst von November 1946 bis Mai 1947 der Beratenden Landesversammlung des Landes Baden an. Von 1947 bis 1952 war er als Direktkandidat des Wahlkreises Säckingen-Waldshut Abgeordneter im Badischen Landtag an und dort Vorsitzender des Rechtspflegeausschusses.

## Ehrungen
- 1952: Verdienstkreuz am Bande der Bundesrepublik Deutschland